# Charles Paddock
Charles "Charlie" William Paddock (Gainesville, 11 de agosto de 1900 — Sitka, 21 de julho de 1943) foi um corredor e campeão olímpico de atletismo dos Estados Unidos.
Depois de servir na I Guerra Mundial como oficial da artilharia, Paddock entrou para a Universidade do Sul da Califórnia e integrou a equipe de atletismo, mostrando talento para as provas de velocidade.
Fisicamente, Charley Paddock não se parece muito com os velocistas do final do século XX : na atualidade ele seria considerado gordo (1.72 m por 75 kg), e além disso, sua técnica de corrida era tosca, no entanto, isso não o impediu de ser o melhor velocista dos anos 1920 e isso era devido à sua potência e à sua passada muito ampla.
Em 1919, no primeiro evento internacional de grande porte realizado logo após a guerra, os Jogos Inter-Aliados - em que soldados de todas as nações aliadas competiam entre si - ele venceu as provas dos 100 m e 200 m rasos.
Em 1920, ele integrou a delegação norte-americana aos Jogos Olímpicos de Antuérpia, onde conquistou fama internacional ao ganhar duas medalhas de ouro, na prova dos 100 m rasos e no revezamento 4x100 m, além de uma prata nos 200 m. Também ficou famoso o seu estilo incomum de finalização das provas, saltando para a linha de chegada. No ano seguinte ele conquistou seu melhor tempo ao correr em 10s2 as 110 jardas em Pasadena (uma prova não olímpica alguns metros maior que os 100 m), um recorde mundial que só seria batido nos 100 m rasos oficiais - distância menor -  35 anos depois, em 1956.
Em 1924, Paddock competiu nos Jogos Olímpicos de Paris mas não conseguiu o mesmo sucesso, ficando fora das medalhas nos 100 m e ganhando uma prata nos 200m. A prova dos 100 m, vencida por Harold Abrahams, tornou-se uma das mais conhecidas e famosas dos Jogos Olímpicos, depois de descrita no filme Carruagens de Fogo, de 1981, ganhador do oscar de melhor filme daquele ano, e na qual Paddock é interpretado pelo ator Dennis Christopher. Em Amsterdã 1928, ele participou dos 200 m mas não conseguiu chegar à final.
Ao mesmo tempo de sua carreira no atletismo, Paddock também trabalhou em diversos jornais em posição de direção e produziu e apareceu em alguns filmes no final da década de 1920. Durante a II Guerra Mundial, fazendo parte do staff do general William Upshur como capitão, morreu num acidente com o general na queda de um avião militar nas cercanias de Sitka, no Alaska, em julho de 1943.

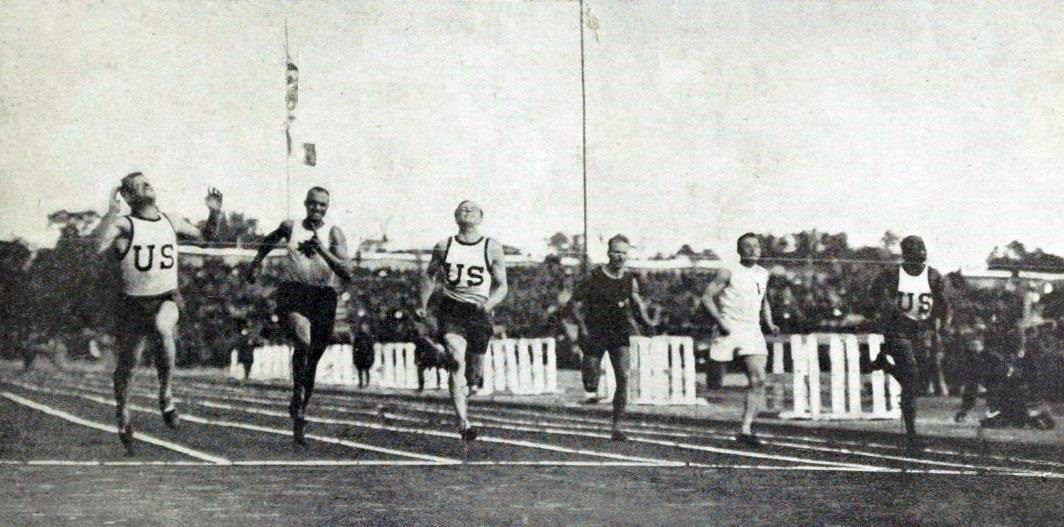
Final dos 100 metros dos Jogos Interaliados de 1919.
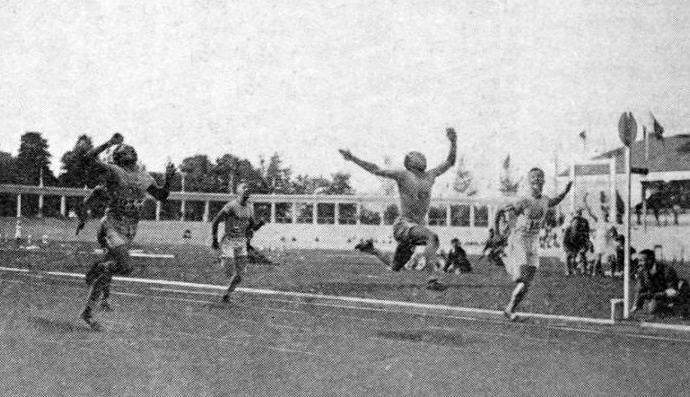
Charley Paddock vence os 100 metros nos Jogos Olímpicos de Verão de 1920.
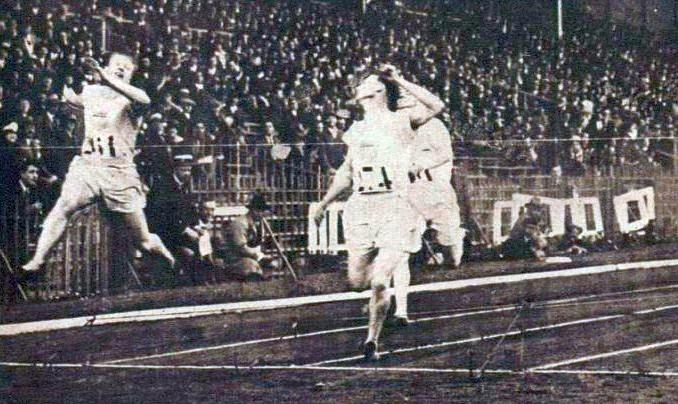
Charley Paddock (à esquerda) conquista a medalha de prata na final dos  200 metros nos Jogos Olímpicos de verão de 1924 atrás de Jackson Scholz e à frente de Eric Liddell.